# Hoogduitse Schouwburg Amsterdam
Die Hoogduitse Schouwburg (deutsch: Hochdeutsches Theater, bezeichnet als Deutsches Theater in Amsterdam) war ein Theatergebäude in Amsterdam. Die zumeist in deutscher Sprache gehaltenen Aufführungen in diesem Theater, einem der ersten der Stadt, werden als einer der Ausgangspunkte der niederländischen Theatertradition betrachtet.

## Gebäude
Das Deutsche Theater wurde an der Amstelstraat Nr. 21 für die „Hoogduitsche Tooneelsociëteit“ (Motto: Spectemur Agendo („Lasst uns an unseren Taten gemessen werden“)) im Jahr 1790 erbaut. Als Architekt wurde Abraham van der Hart beauftragt, der bereits De Kleine Komedie entwarf. Das Theater verfügte über ein 24-köpfiges Orchester und eine Bühnentechnik, welche nur einen Bediener benötigte. Das Gebäude war knapp 18 m hoch, 17 m breit und maß etwas über 24 m in der Tiefe. Die Bühne war 10 m tief und hatte eine quadratische Öffnung zum Zuschauerraum mit einer Seitenlänge von sieben Metern. Auf dem zweiten und dritten Stock befanden sich Zimmer für die Schauspieler, ein Magazin sowie ein Café und Toilettenräume. Unter dem Dach befanden sich u. a. Büros. Das Haus bot Platz für 519 Besucher, davon jeweils 148 auf dem zweiten und dritten Rang.

## Erstes Jahrzehnt
Zur Eröffnung am 19. Januar 1791 führte der Künstlerische Leiter, der deutsche Johann Albert Dietrichs (* 1745) Der Triumph der Künste auf, ein Prolog mit Gesang. Darauf folgte August von Kotzebues Das Kind der Liebe. Das Programm des Hauses beschränkte sich nicht nur auf Theater. Da einige der Schauspieler über gute Stimmen verfügten, wagte man sich auch an Opern heran. Bevorzugt waren Mozart-Opern, mit einer Vorliebe für Die Entführung aus dem Serail.
Dietrichs musste nach einer Liebesaffäre mit der Frau des Konzertmeisters nach nur eineinhalb Jahren das Haus wieder verlassen. Bedingt durch den Ersten Koalitionskriegs schloss die Hoogduitse Schouwburg in der Zeit zwischen Februar und August 1793. Danach wurde mit Friedrich Hunnius für drei Jahre ein neuer Leiter verpflichtet.
Im Januar 1795 kehrte Dietrichs nochmal für drei Monate zurück. Dietrichs inszenierte in seiner gesamten Zeit 38 Theaterstücke und 28 Opern und Singspiele Ihm folgte 1796 der Frankfurter Musikdirektor Carl Joseph Schmidt (1760–1818) nach.
Jacob Hartog Dessauer (1764–1837), der schon 1784 die „Hochdeutsche Jüdische Gesellschaft“ gegründet und mit dieser bereits Schauspiele und Opern aufgeführt hatte, erlangte hier im Jahr 1795, nachdem er an der Stadsschouwburg Amsterdam abgewiesen wurde, die Genehmigung für zwei Auftritte pro Woche (Dienstags und Donnerstags). Er blieb dem Haus bis 1807 verbunden.
Carl Joseph Schmidt gelang es 1798 die Schwägerin Mozarts Aloisia Lange an die Hoogduitse Schouwburg zu holen. Bei der Britisch-russischen Invasion in Holland floh sie zusammen mit Teilen des Ensembles nach Bremen. Danach trat sie bis 1801 wieder regelmäßig an der Hoogduitse Schouwburg auf.

## Ab 1800
Das Staatsoberhaupt des Königreich Holland (1806–1810), der Bruder Napoleons Louis, installierte auf der Bühne der Hoogduitse Schouwburg seine Theatergesellschaft der »Comédiens ordinaires du Roi«. Conrad Carl Casimir Döbbelin führte dort in den Jahren 1808 und 1809 deutsche Opern und Theaterstücke auf und brachte u. a. Lessings Nathan der Weise auf die niederländische Bühne. Auch Aloisia Lange kam gelegentlich für Auftritte aus Frankfurt zu Gast. 1811 gab es durch Napoleons Besetzung kaum Vorstellungen. Am 1. Januar 1814, nach der Niederlage Napoleons bei Leipzig, konnte das Theater durch Dessauer wieder geöffnet werden. Zwischen 1816 und 1823 führte Friedrich Haberkorn die Hoogduitse Schouwburg zu neuer Blüte, zog erstklassige Sänger an und inszenierte neues deutsches, französisches und italienisches Repertoire. Alleine Webers Freischütz wurde 29 Male aufgeführt. Julius Miller führte, teilweise parallel zu Haberkorn, von Oktober 1823 bis 1825 die musikalischen Darbietungen.
Ab 1823 waren hier eine Reihe von Wiener Künstlern engagiert, darunter die Eheleute Joseph und Amalie Schütz, der Kapellmeister Hieronymus Payer und als Sänger und Schauspieler Johann Nestroy. Von 1839 bis 1845 diente das Theater hauptsächlich als Bühne für italienische Opern. Jan Eduard de Vries (1808–1875), Dekorateur und Theaterdirektor an der Stadsschouwburg Amsterdam, begann zunächst 1846 mit deutschsprachigen Aufführungen in der Hoogduitse Schouwburg, als er dann aber eine eigene deutsche Oper in der Stadsschouwburg einrichtete, die „Hoogduitsche Opera“, trat er so in direkte Konkurrenz zur Hoogduitse Schouwburg. Als zudem 1852 die Hoogduitsche Tooneelsociëteit aufgelöst und das Theater verkauft wurde, war dies das Ende des deutschsprachigen Theaters in der Hoogduitse Schouwburg Amsterdam.

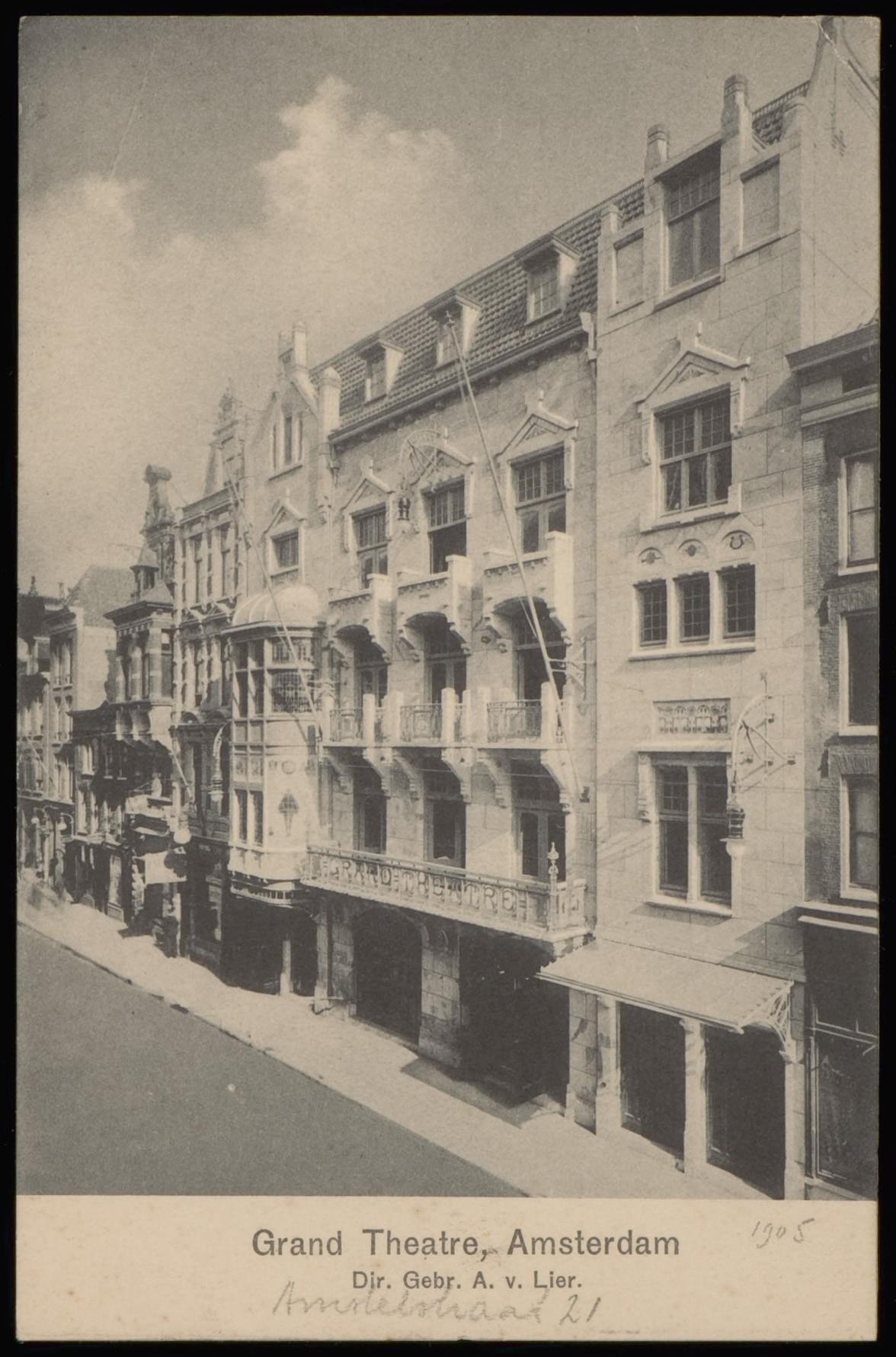
Grand Théâtre des Variétés, 1905

## Grand Théâtre des Variétés
1852 erwarb Abraham van Lier (1812–1887) das Theater und nannte es nun Grand Théâtre des Variétés, ab 1861 nur noch „Grand Théâtre“. Hier wurden Varieté-Veranstaltungen und Operetten aufgeführt, welche aber nur noch gelegentlich in deutscher, bzw. jiddischer Sprache zu hören waren. In den Jahren 1875 bis 1877 ließ er alles umbauen und erweitern, so dass das Haus nun 1.100 Sitzplätze erhielt. Mit seinen Söhnen Isouard, Lion und Joseph, welche auch nach seinem Tod 1887 das Haus weiter führten, traten dort auch nationale und internationale Berühmtheiten wie Louis Bouwmeester, Theo Mann-Bouwmeester sowie Adelaide Ristori, Ernst von Possart, Sarah Bernhardt und Eleonora Duse auf. Auch jetzt zog es viele jüdische Zuschauer an. Aufgrund einer gewissen Beengtheit und fehlenden Komforts, wurde eine Kapazität von 667 Sitzen, nahe der ursprünglichen Situation des Theaterhauses, wieder hergestellt. Jedoch hatten die Brüder nicht den Erfolg, den ihr Vater hatte. Dies mag auch mit dem Aufkommen des neuen Mediums Film zusammenhängen. So folgten auch die van Liers dem Publikumswillen und zeigten ab 1907 in den Sommermonaten Filme. 1911 übernahm der Filmproduzent Mullens, Inhaber der Filmstudios „Alberts Frères“, das Haus in dem Unterfangen es vollständig in ein Kino zu verwandeln. Langfristige Verträge mit den bisherigen Theatergesellschaften hinderten ihn jedoch daran, diesen Plan umzusetzen. Als es wirtschaftlich schlechter lief, vermietete er das Haus an die Theatergesellschaft von Herman Heijermans. Noch schlechter erging es ihm in der Weltwirtschaftskrise. Als er dann das Haus 1938 nun endgültig in ein Kino umwandeln wollte, fehlten ihm die Mittel und mögliche Investoren. Als noch private Steuerschulden dazu kamen, wurde das Haus seitens der Behörden 1940 geschlossen.

## Abriss
Während des Hongerwinters 1944–1945 diente die Inneneinrichtung des Theaters der Bevölkerung als Quelle für dringend benötigtes Feuerholz. Da hierbei auch stützende Balken entfernt wurden, wurde das Gebäude baufällig und 1946 abgerissen. Das Grundstück blieb lange unbebaut, bis die Nederlandse Middenstandsbank zu Anfang der 1960er Jahre hier ein Bankgebäude errichtete.